# 黑蝠鱝
黑蝠鱝（英語：Black Manta）是一名DC漫畫旗下一名虛構超級反派。初次登場在《水行俠》第35期（1967年9月），並且是水行俠的頭號宿敵。
該角色已於導演溫子仁所執導的2018年電影《水行俠》中登場，由演員葉海亞·阿巴杜-馬汀二世飾演。

## 虛構人物傳記
黑蝠鱝是出生在馬里蘭州的巴爾的摩，童年時期最愛在乞沙比克灣遊玩。青少年時期卻遭到綁架在船上做苦工，甚至還遭到性侵犯，這使原本熱愛海洋的他開始憎恨起大海。某日，他在海上遇見了水行俠與他的海豚夥伴，雖然他試圖求救，但水行俠卻未發現而離開，自此在他心中種下了對水行俠的恨意。之後他殺死其他船員成功逃走，但是對水行俠與海洋的憎恨卻未因此消失，於是他決定學習一切可能用上的東西，然後用來向海洋與水行俠復仇。

### 新52
在新52的重啟故事中，黑蝠鱝殺死了先知卡西納並奪取了她保管的聖物。之後他發誓在向水行俠復仇之前殺光她全家人。水行俠曾率領一個名為異幫的團隊追捕黑蝠鱝，但黑蝠鱝逃離了追捕。黑蝠鱝前往海德堡追殺戰囚。
之後透漏水行俠之前為報復黑蝠鱝攻擊而意外殺死他的父親，黑蝠鱝也試圖殺光水行俠的家人及友人以復仇。黑蝠鱝在抓到戰囚後便在戰鬥中遇到水行俠。在攻擊之下，黑蝠鱝偷走了亞瓦拉的聖物並傳送給史蒂芬·辛。
最後他電昏了梅拉並以辛一起離開。

## 其他媒體

### 電視
- 《超人與水行俠的冒險》：由泰德·奈特配音。
- 《The All-New Super Friends Hour》：由泰德·奈特配音。在劇中被簡稱為「蝠鱝」，戰鬥服顏色為橄欖綠。
- 《超級英雄戰隊的挑戰》：由泰德·卡西迪配音，為末日軍團的成員之一。
- DC動畫宇宙
  - 《正義聯盟》：在「The Enemy Below, Part 1」登場。海洋領主原本打算雇用他去刺殺水行俠，但之後由死亡射手取代。
  - 《正義聯盟無限版》：以魔鬼魟的名稱登場，由麥可·貝奇配音。他於「To Another Shore」及「Dead Reckoning」中登場。根據作家德韋恩·麥可達菲的說法，名稱更改的原因是當時並未取得水行俠角色的相關版權。當時的版權在《水行俠》手上。[8]
- 《蝙蝠俠智勇悍將》：由凱文·麥可·理查森配音。
- 《超人前傳》：於第十季第二十集「Prophecy」中登場，被玩具人雇傭去殺死水行俠。

### 動畫
- 《Lego Batman: Be-Leaguered》：動畫短片，黑蝠鱝由凱文·麥可·理查森配音[9]。
- 《少年正義聯盟》：第二季黑蝠鱝取代了海洋領主進入光明會。

### 電影
- 《正義聯盟：閃點悖論》：在閃點世界中他為水行俠所率領的亞特蘭提斯軍隊的一員，並與海洋領主一起對抗神力女超人所率領的亞馬遜軍隊。
- 《正義聯盟：時間困境》：由凱文·麥可·理查森配音。
- 《正義聯盟：亞特蘭提斯的王位》：由亨利·藍尼克斯配音。[10]
- DC擴展宇宙：由葉海亞·阿巴杜-馬汀二世飾演黑蝠鱝[11]。
  - 《水行俠》
  - 《水行俠2》

### 電子遊戲
- 《水行俠：亞特蘭提斯之戰》：於Xbox及GameCube上發行，作為遊戲中的可解鎖角色。
- 《樂高蝙蝠俠2：DC超級英雄》：黑蝠鱝作為玩家可使用角色登場[12]。
- 《少年正義聯盟：遺產》：作為boss角色登場，由凱瑞·派頓配音。
- 《樂高蝙蝠俠3：飛越高譚市》：黑蝠鱝作為玩家可使用角色登場，由弗瑞德·塔塔索瑞配音。
- 《超級英雄：武力對決2》：黑蝠鱝作為玩家需購買DLC才可使用的角色登場[13][14]，由Ogie Banks配音。

## 外部連結
- World of Black Heroes: Black Manta Biography （页面存档备份，存于）
- 黑蝠鱝的傳記（页面存档备份，存于）
- 黑蝠鱝的解析資料 （页面存档备份，存于）
- Alan Kistler's Profile On Aquaman
- Bio for Devil Ray （页面存档备份，存于）